# Antoni van Leeuwenhoek
Antoni van Leeuwenhoek [le:uvnhuk] (24. října 1632 Delft – 26. srpna 1723 Delft) byl nizozemský přírodovědec a průkopník mikroskopie. Občanským zaměstnáním byl obchodník s textilem, vrátný na radnici[zdroj⁠?!] a výrobce mikroskopů. Vědeckému výzkumu se věnoval pouze jako amatér, dosáhl v něm však výsledků prvořadé důležitosti. Stal se objevitelem mikroorganismů, krevních buněk, spermií, svalových vláken a dalších mikroskopických útvarů a je nazýván „otcem mikrobiologie“.

## Život
Narodil se do vážené, dobře situované měšťanské rodiny v Delftu. Otec brzy zemřel, Antoni ukončil školu v šestnácti letech. Zprvu byl zaměstnán v Amsterdamu v obchodě s látkami. Poté ve svých 22 letech odešel nazpět do rodného města, kde si založil obchod a zůstal zde celých 70 let. Dvakrát se oženil a měl několik dětí, z nich se dožila dospělého věku jen dcera Maria. O jeho životě není mnoho přesných zpráv. V roce 1660 získal sinekuru na městském úřadě, což mu umožnilo věnovat se své celoživotní vášni – výrobě čoček, mikroskopů a pozorování různých přírodních objektů a materiálů. O svých pozorováních začal, povzbuzen svým přítelem anatomem Ragnierem de Graaf, psát do Královské společnosti v Londýně. Během následujících padesáti let napsal stovky dopisů. Van Leeuwenhoek neměl příslušné vědecké vzdělání, a tak jeho popisy mikroskopického světa byly často neobratné a naivní. Členové společnosti jeho pozorování přijímali zpočátku s nedůvěrou. Časem si sami ověřili, že jeho objevy mají reálný základ a v roce 1677 byl přijat za člena Královské společnosti. Stal se známým v celém světě, navštívil ho ruský car Petr Veliký i anglická královna Anna, kteří se zajímali o jeho práci. Zemřel ve věku 90 let, a ještě na smrtelné posteli diktoval dopis členům Královské společnosti.

## Dílo

### Mikroskop
Své mikroskopy a čočky si sám vyráběl, dochované kusy mají zvětšení až 275×, spekuluje se však, že svými nejlepšími výrobky mohl dosáhnout až asi pětisetnásobného zvětšení. Údajně objevil jednoduchou metodu, jak vyrábět přesné skleněné kuličky nepatrných rozměrů, které používal jako čočky svých přístrojů, a tak překonal úroveň tehdy dostupné mikroskopické techniky. Tajemství výroby si ovšem celý život držel pro sebe, aby si zajistil vědecké prvenství a prestiž. Používal však běžnou metodu výroby čoček.

### Objev mikroorganismů
Zkoumal pod mikroskopem listy květin, drobný hmyz a poté i vlasy, lidskou krev, kůži, sliny, vodu, pepřový nálev, sperma a mnoho dalších materiálů. Jako prvnímu člověku se mu podařilo objevit, že lidská krev protéká tenkými cévkami (kapilárami), a popsat krevní buňky. Další jeho velký přínos mikrobiologii byl v tom, že roku 1676 poprvé uviděl pod mikroskopem bakterie, které označil jako animalcules („zvířátka“). V roce 1703 objevil sladkovodní polypy. Své výsledky, doprovázené kvalitními kresbami mikroskopických preparátů, publikoval od roku 1673 v časopise Philosophical Transactions britské Královské společnosti.

## Ocenění
Jeho jméno nese planetka (2766) Leeuwenhoek.